# Annandaliella
Annandaliella este un gen de păianjeni din familia Theraphosidae.
Cladograma conform Catalogue of Life:
| Annandaliella | \| \| Annandaliella pectinifera \| \| \| \| \| \| Annandaliella travancorica \| \| \| \| |
|               | \| \| Annandaliella pectinifera \| \| \| \| \| \| Annandaliella travancorica \| \| \| \| |
|               | Annandaliella pectinifera                                                                |
|               |                                                                                          |
|               | Annandaliella travancorica                                                               |
|               |                                                                                          |